# Ngüelensoc
Ngüelensoc es una localidad ubicada en el sur de la parte continental de Guinea Ecuatorial perteneciente al municipio de Acurenam. Se encuentra situada a medio camino entre las ciudades de Acurenam y Evinayong.
- Datos: Q102360167